# Алмаз уулу, Бекзат
Бекзат Алмаз уулу (Алмазбек уулу) (3 декабря 2000) — кыргызский борец вольного стиля. 

## Спортивная карьера
27 июня 2022 года в Бишкеке стал серебряным призёром Первенства Азии среди борцов до 23 лет. 22 октября 2022 года в испанском городе Понтеведра на чемпионате мира среди спортсменов до 23 лет стал бронзовым призёром. 18 июня 2023 в Бишкеке он стал победителем Первенства Азии среди спортсменов до 23 лет. 6 октября 2023 года в китайском Ханчжоу на Азиатских играх в схватке за бронзовую медаль уступил Нармандахыну Насанбуяну из Монголии. 19 апреля 2024 года в Бишкеке на азиатском квалификационном турнире завоевал олимпийскую квоту. Он будет представлять Кыргызстан на летних Олимпийских играх 2024 года.

## Награды
- Почётная грамота Кыргызской Республики (2024) — за большой вклад в развитие физической культуры и спорта, выдающиеся спортивные достижения, а также подготовку квалифицированных спортсменов республики[6].